# Говард Бокко
Говар Бекку (норв. Håvard Bøkko, /hoːʋar bøku/) — норвезький ковзаняр, олімпійський чемпіон, призер Олімпійських ігор. 
Основною спеціалізацією Говара Бекку є багатоборство. Він добре виступає на всіх дистанціях. Встановивши 4 світових рекорди для юніорів, станом на 2010 він вважається одним із найперспективніших молодих спортсменів. 
Виступаючи на Олімпіаді у Ванкувері, Бекку виборов бронзову медаль на дистанції 1500 м. 
Золоту олімпійську медаль Бекку виборов на Пхьончханській олімпіаді 2018 року в командній гонці переслідування.

## Виноски
1. ↑  Men's team pursuit results (PDF). Архів оригіналу (PDF) за 21 лютого 2018. Процитовано 30 березня 2018.